# Цай Юаньпэй
Цай Юаньпэ́й (кит. 蔡元培, пиньинь Cài Yuánpéi, 11 января 1868 — 5 марта 1940) — китайский государственный деятель, учёный, переводчик и педагог. Министр просвещения Китайской республики, основатель и первый президент Академии Синика (англ. Academia Sinica), ректор Пекинского университета.

## Биография
Родился 11 января 1868 года в уезде Шаньинь провинции Чжэцзян государства Великая Цин в семье банковского служащего.
В 22 года получил степень цзиньши и стал членом академии Ханьлинь.
В 1907 году поехал в Германию и поступил в Лейпцигский университет, где изучал философию, эстетику, антропологию и экспериментальную психологию. Занимался переводами с немецкого на китайский.
В 1911 году вернулся в Китай.
С 3 января по 14 июля 1912 года был министром просвещения Китайской республики. Сыграл решающую роль в проведении реформы образования в 1912, способствовал развитию в Китае женского образования. Подал в отставку из-за неодобрения политики Юань Шикая.
В 1913 году уехал во Францию, где занялся изучением французского языка, а также помогал в организации Китайско-французской образовательной ассоциации.
В 1916 году вернулся в Китай, где занял пост ректора Пекинского университета, который занимал до 1926 года.
В 1928 году принял участие в создании Академии Синика и стал её первым президентом.
В 1936 году заболел и отошёл от общественной жизни.
Ушёл из жизни 5 марта 1940 года в Британском Гонконге.

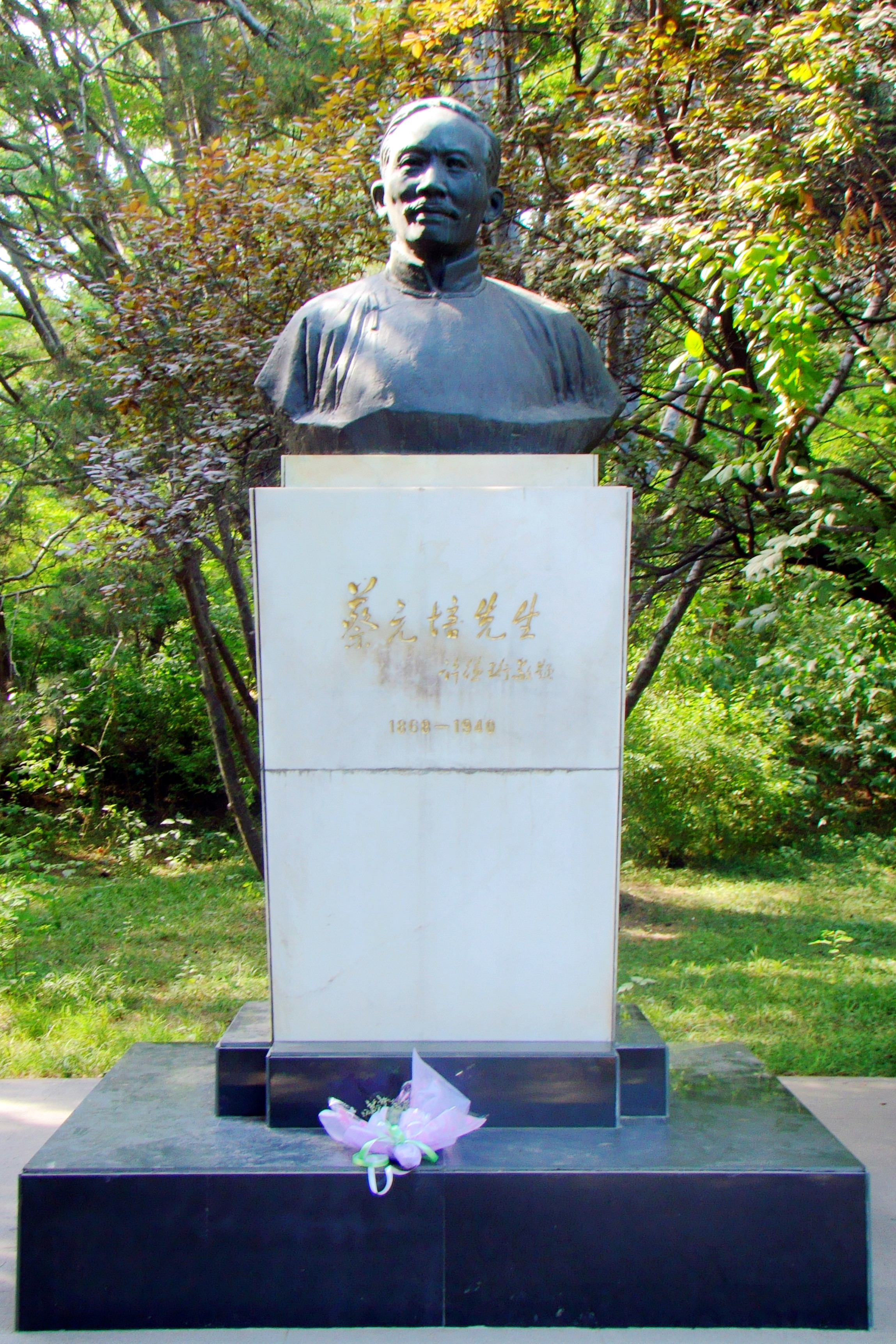
Бюст Цай Юаньпэя на территории Пекинского университета